# Radula (Gattung)
Radula (deutsch Kratzmoose) ist eine artenreiche Gattung von beblätterten Lebermoosen.

## Merkmale
Es sind meist kräftige, niederliegende Pflanzen mit oberschlächtiger Beblätterung (das bedeutet: bei den seitlichen Blättern überdeckt, bei Ansicht von oben, jeweils der vordere Rand des Blattes den hinteren Rand des Folgeblattes). Die Blätter sind zweilappig, mit einem eiförmigen bis kreisrunden Oberlappen und einem mit diesem kielig verbundenen kleineren Unterlappen. Unterblätter fehlen. Die Laminazellen enthalten meist einen sehr großen Ölkörper. Die Geschlechterverteilung ist überwiegend diözisch. Die weiblichen Gametangienstände befinden sich am Stämmchenende oder an Astenden. Das Perianth ist abgeflacht, die Mündung meist ganzrandig. Häufig werden an den Blatträndern Brutkörper gebildet, die der vegetativen Vermehrung dienen.

## Systematik
Radula ist die einzige Gattung ihrer Familie Radulaceae.
Nach Frey, Fischer & Stech wird die Familie Radulaceae der ebenso monotypischen Ordnung Radulales zugeordnet.
Nach einer neueren Publikation wird die Familie Radulaceae in die Ordnung Porellales gestellt.

## Arten
Die weltweit zirka 200 (je nach Quelle werden 150 bis 245 angegeben) Arten sind vorwiegend in tropischen und subtropischen Gebieten vertreten. In Europa gibt es davon 9, in Deutschland, Österreich und der Schweiz kommen drei Arten vor:
- Gewöhnliches Kratzmoos (Radula complanata)
- Radula lindenbergiana  Lindenberg-Kratzmoos
- Radula visianica